# Jacek Braciak
Jacek Braciak (n. 12 mai 1968, Drezdenko, Voievodatul Lubusz, Polonia) este un actor polonez de film și teatru.
A apărut în peste 60 de filme din 1991. A primit Premiul Academiei Poloneze pentru cel mai bun actor în rol secundar pentru rolurile din filmele Edi și Rose.

## Filmografie
- Edi (2002)
- Maestrul (2005)
- Recuperare (Z odzysku) (2006)
- Katyń (2007)
- Micul trandafir (Różyczka) (2010)
- Rose (Róża) (2011)
- Direcția Trafic (Drogówka) (2013)
- Aniol (Pod Mocnym Aniołem, 2014)
- Volânia (2016)
- Clerul (2018)